# Хусравов, Хушкадам
Хушкадам Хусравов (тадж. Хусравов Хушқадам Носирович; 1 января 1993, село Рохарв, Ванджий район, ГБАО, Таджикистан) — таджикский самбист, дзюдоист. Чемпион мира по самбо (2018), пятикратный чемпион Азии по самбо (2010, 2011, 2012, 2013, 2014), многократный чемпион Таджикистана по самбо, дзюдо и национальной борьбе. Заслуженный мастер спорта по самбо.

## Биография
Родился 1 января 1993 года в районе Вандж. Он с малых лет проявил интерес к спорту, которым занимается отец. С 6 лет начал тренироваться под руководством отца в спортивной школе Ванджа. Окончил Таджикский институт физической культуры.
В 2007 году, в 14-летнем возрасте, Хушкадам, выступив на школьной спартакиаде республики, выиграл все квалификационные турниры и вышел в финальную часть, которая проводилась в Душанбе.
После возвращения из Беларуси Хушкадам стал членом сборной Таджикистана по самбо и продолжил тренировки под руководством известного таджикского борца, мастера спорта СССР Мухаммадшарифа Сулаймонова.

## Спортивные результаты
- Первенство мира по самбо 2013. Греция — .

Многократный чемпион Таджикистана по самбо, дзюдо и национальной борьбе.

## Примечание
1. ↑  Самбо: Хушқадам Хусравов – қаҳрамони ҷаҳон-2018. www.olympic.tj. Дата обращения: 12 марта 2021. Архивировано 22 января 2022 года.
2. ↑  О чём говорили победители и призёры 3-го дня Чемпионата мира по самбо в Бухаресте. sambo.sport. Международная Федерация Самбо (ФИАС). Дата обращения: 12 марта 2021. Архивировано 18 апреля 2021 года.
3. ↑  Таджикский самбист Хушкадам Хусравов завоевал титул чемпиона мира. Sputnik Таджикистан. Дата обращения: 16 марта 2021.
4. ↑  Хушкадам Хусравов стал чемпионом Таджикистана по дзюдо (тадж.). Радио Озоди (12 апреля 2015). Дата обращения: 16 марта 2021. Архивировано 26 февраля 2021 года.
5. ↑  (VIDEO) Хушқадам Хусравов: Мехоҳам орзуи нокомили падарамро комил намоям » Озодагон. www.ozodagon.com. Дата обращения: 12 марта 2021. Архивировано 11 мая 2021 года.
6. 1 2  Хушкадам Хусравов: «Свою победу посвящаю Рогуну!» asiaplustj.info. Новости Таджикистана ASIA-Plus. Дата обращения: 12 марта 2021. Архивировано 11 мая 2021 года.
7. ↑  Бозгашти пирӯзмандонаи Хушқадам Хусравов аз қаҳрамонии ҷаҳон.АКС, ВИДЕО (тадж.). Радиои Озодӣ. Дата обращения: 12 марта 2021. Архивировано 11 мая 2021 года.
8. ↑  Хушқадам Хусравов (тадж.). Торнамои Ванҷ (23 ноября 2016). Дата обращения: 12 марта 2021. Архивировано 3 марта 2021 года.